# W.H. Hoekwater
Willem Hendricus Hoekwater (29 mei 1865, Charlois- 13 november 1962, Epe), zoon van Hendricus Nicolaas Adianus Hoekwater en Cornelia Barendregt. Hij was een Nederlandse onderwijzer en tekenaar. Hij maakte onder meer de 4-bladige Polderkaart van de landen tusschen Maas en IJ, een uitgave van C.A.J. van Dishoeck te Amsterdam, die in 1901 werd gepubliceerd. Deze in kleur gedrukte schoolwandkaart, op schaal 1:50.000, toont een gebied van Waterland ten noorden van Amsterdam tot de Maas in zuidelijke richting. Ingetekend staan honderden polders, hun namen en de diepte onder N.A.P. en het jaar waarin de drooglegging plaatsvond.
Op 11 augustus 1892 te Charlois trad Willem Hendricus in het huwelijk met Cornelia Maat, geboren 26 augustus 1864 te Alblasserdam en overleden 19 december 1956 te Epe, dochter van Arie Maat en Jannetje 't Hoen. Hij woonde en werkte toen al reeds in Amsterdam.

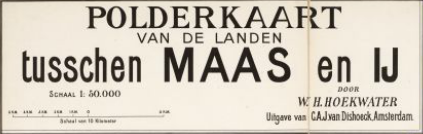
Hoekwater polderkaart

## Overige werken
- Practisch handboekje bij de studie der perspectief, 1902
- Naar buiten! Gids voor wandelingen en reisjes een uitgave van de Bond van Nederlandsche onderwijzers, 1906
- Stadsarchief Rotterdam, archief 2, registr.nr.552, Huwelijksakte 68
- Nationaal Archief, afdeling Zuid-Hoilland, Geboorte-akte nr. 100

1. ↑  https://www.openarchieven.nl/gld:63497BBC-4B58-49C5-96DE-984C033B4DC8